# Cupcake

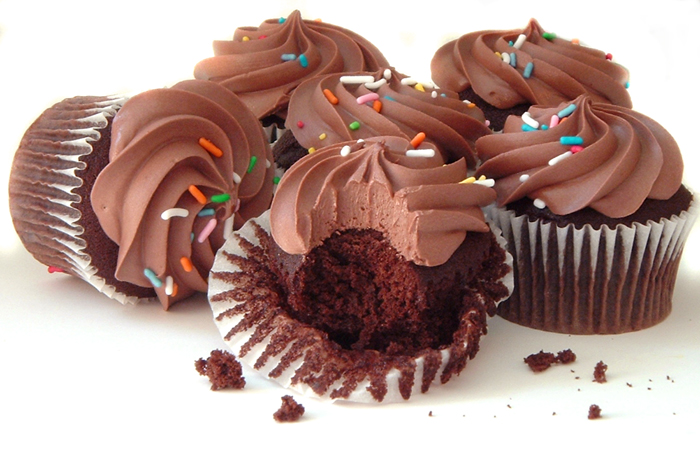
Cupcakes de chocolate.

Bolinho, bolo de caneca, bolo de xícara, bolo de copo, bolo de forminha ou cupcake (em inglês) é um pequeno bolo designado para servir uma única pessoa, frequentemente assado em um pequeno copo de papel alumínio.

## História
A primeira menção do cupcake que se tem notícia é de 1796, quando uma anotação de receita de "um bolo para ser assado em pequenas xícaras" foi escrito em "Culinária Americana" por Amelia Simms. Em 1996, foi aberta a primeira cupcakeria em Nova York, aumentando a popularidade do cupcake. Marcado em cenas de filmes hollywoodianos, como O Diabo Veste Prada, Mulheres Perfeitas e Sex and the City, o cupcake tornou-se fonte de renda para confeiteiros e fãs de gastronomia.
O cupcake popularizou-se, ganhando espaço em festas infantis, chás de bebê e casamentos. Em muitos casos chegam a substituir os tradicionais bem-casados. Ainda existe uma confusão entre o cupcake e o muffin. A diferença está na massa, pois a textura da massa do cupcake é mais leve, similar à de um bolo macio.

## Expansão do comércio no Brasil
Ao longo dos anos, o cupcake ganhou popularidade entre os brasileiros. Para aumentar o faturamento, os empreendedores passaram a combinar a comercialização dos bolinhos com brownies, brigadeiros e até pipocas com cobertura de chocolate. Algumas marcas especializaram-se em vendas de cupcakes para o mercado corporativo, fornecendo os bolinhos para eventos e muitos empreendedores optaram pelo sistema de franquias, montando quiosques em shoppings.